# Poc32
Poc32 ist ein von dem deutschen Funkamateur Detlef Fliegl für das Betriebssystem Windows entwickeltes Computerprogramm zur Encodierung und Decodierung von FLEX- und POCSAG-Signalen, wie sie von Pager-Betreibern ausgesendet werden.

## Relevanz
Großes Aufsehen erzielte das Programm bei seiner ersten Veröffentlichung 1997, als diverse Magazine über die Abhörmöglichkeit der damals beliebten und heutzutage zum größten Teil eingestellten Pagerdienste wie etwa Telmi oder Scall mittels Poc32 berichteten.
Dem Anwender ist es mit Poc32 möglich, mit einem vergleichsweise geringen technischem Aufwand alle in seinem Funkgebiet ausgesendeten Textnachrichten im Klartext und mit Adressangabe mitzulesen. In den Blütezeiten der Pagerdienste war es so möglich, täglich teilweise viele tausend Textnachrichten illegal mitzulesen und abzuspeichern.

## Technik
Zum Betreiben des Dekoders genügt ein Funkscanner, dessen Tonausgang mit dem Toneingang (ggf. über ein Audio-Interface) des Computers verbunden wird. Ein Diskriminatorausgang, der ein besonders sauberes Signal liefert, ist nicht dringend erforderlich. Das Programm dekodiert das ankommende Signal und stellt das Ergebnis tabellarisch dar. Angezeigt werden:
- Datum und Uhrzeit der Meldung
- Soundkanal
- Baudrate
- Adresse (Ric) der Meldung
- Aliasname der Adresse
- Funktionsart der Meldung
- Meldungstext

Der Benutzer hat die Möglichkeit, Filterfunktionen anzuwenden oder bei bestimmten Adressen andere Programme aufzurufen.

## Rechtlicher Hinweis
Das unbefugte Abhören von kodierten Botschaften über Telekommunikationswege wird in Deutschland nach § 148 Abs. 1 Satz 1 Telekommunikationsgesetz mit Freiheitsstrafe bis zu zwei Jahre bestraft. Der einzige legale Anwendungsbereich des Programms erstreckt sich auf den Amateurfunk.